# Квалификация (образование)
Квалифика́ция (от лат. quālis — свойства, качества), или сте́пень, — уровень подготовки выпускников средних специальных и высших учебных заведений.

## Среднее профессиональное образование
Для выпускников средних специальных учебных заведений в России установлены следующие два уровня квалификации:
- Начальное профессиональное образование:
  - 1 год выпускников школ с аттестатом о среднем (полном) общем образовании (11 классов),
  - Не более 3 лет для выпускников школ с аттестатом об основном общем образовании (9 классов);
- Среднее профессиональное образование:
  - 2 года для выпускников школ с аттестатом о среднем (полном) общем образовании (11 классов),
  - Не более 4 лет для выпускников школ с аттестатом об основном общем образовании (9 классов).

## Высшее образование
Для выпускников вузов в России установлены следующие три уровня квалификации (степени):
- бакалавр — 4 года,
- специалист — не менее 5 лет,
- магистр — плюс 2 года после получения квалификации бакалавра.

Квалификация присваивается по результатам защиты выпускной квалификационной работы:
- выпускной работы (бакалавр),
- дипломной работы или дипломного проекта (специалист),
- магистерской диссертации (магистр),
- на заседании Государственной аттестационной комиссии и подтверждается соответствующим дипломом.

Квалификация бакалавра или специалиста даёт право на поступление в магистратуру.
Квалификация специалиста или магистра даёт право на поступление в аспирантуру.